# Duomo di San Daniele del Friuli
Il duomo di San Daniele del Friuli, dedicato a San Michele Arcangelo è la principale chiesa di San Daniele del Friuli, in provincia e arcidiocesi di Udine; fa parte della forania del Friuli Collinare.

## L'edificio

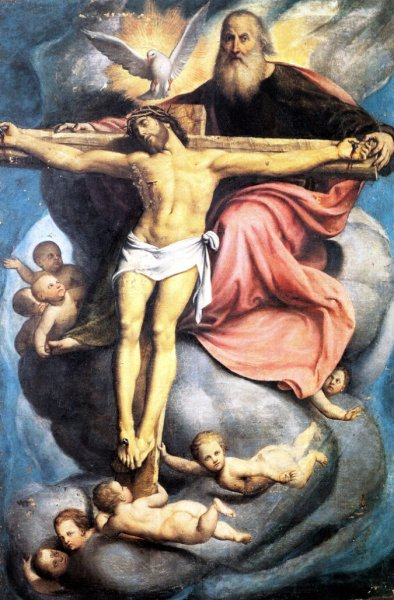
La Trinità del Pordenone.

### Esterno
Il duomo, che con la sua bianca facciata illumina la piazza, fu eretto, a più mani, nel corso del secolo XVIII. La riedificazione fu realizzata gradualmente: nel 1703 l'architetto veneziano Domenico Rossi rifece la facciata pericolante della vecchia chiesa; nel 1721, l'architetto veneziano Luca Andrioli fu incaricato di abbattere e ricostruire il presbiterio, il transetto, la sacrestia e le cappelle laterali; nel 1769, infine, fu accolto il progetto dell'architetto bresciano Carlo Corbellini per il rifacimento della parte centrale, ma la chiesa poté essere consacrata, a lavori finiti, soltanto il 4 dicembre 1806.
Alla sua destra è posto l'antico palazzo del Comune, oggi Biblioteca Guarneriana. È affiancata da un cinquecentesco campanile iniziato nel 1531 e rimasto incompiuto, su disegno di Giovanni da Udine.

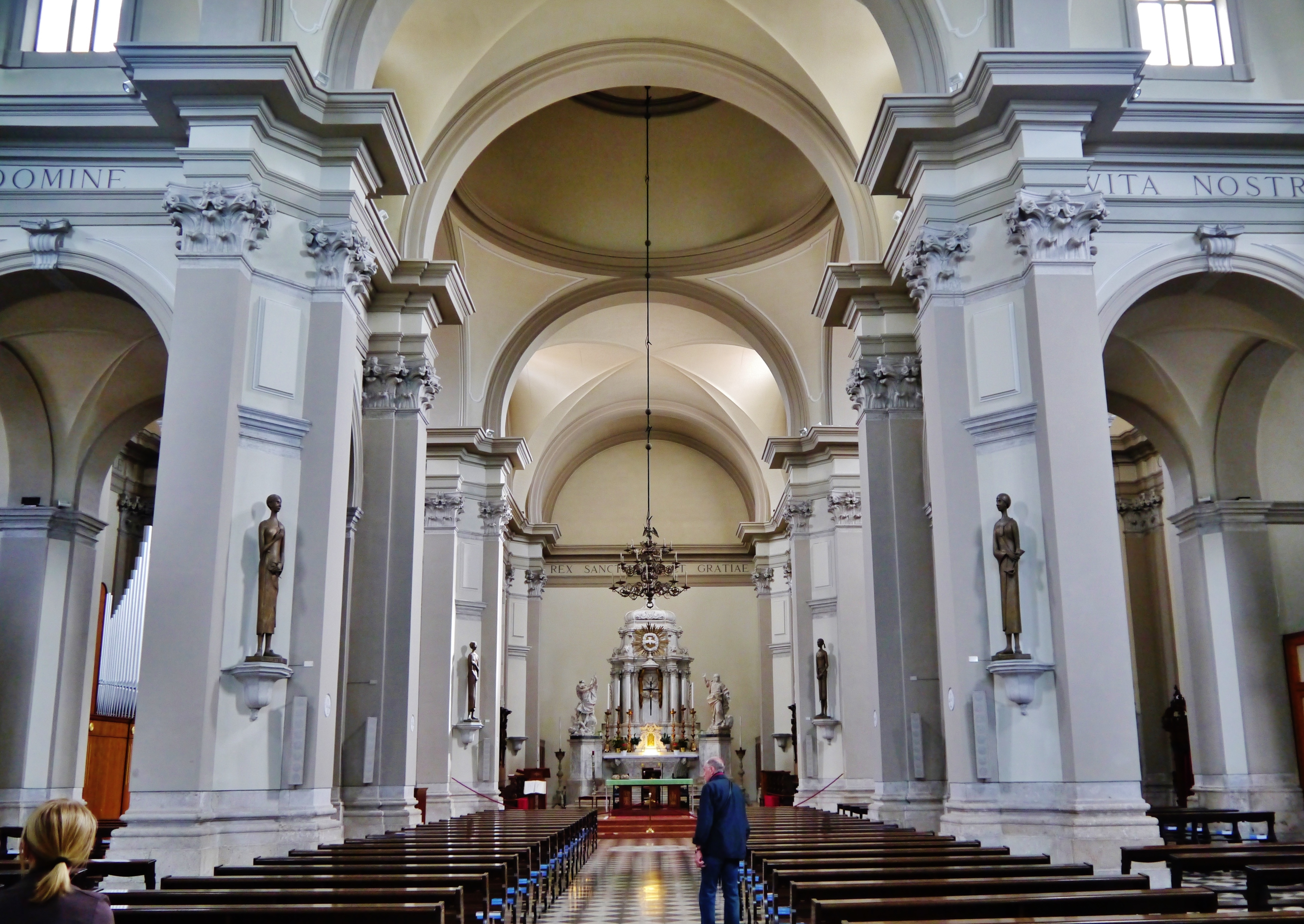
l'interno della chiesa

Nell'autunno del 1944, la facciata fu danneggiata da un bombardamento alleato all'inizio della sequenza che portò nei mesi successivi alla quasi completa distruzione dell'abitato e alla fuga degli abitanti. Fu anche sfiorato dalle cannonate di alcuni carri armati nazisti in ritirata nella primavera del 1945. Ulteriori danni nel sisma del 1976.

### Interno
L'interno presenta tre navate: in quella di sinistra sono custoditi il battesimale (XVI secolo) e la preziosa tela della Santissima Trinità del Pordenone. 
L'organo del duomo, con le sue tre tastiere e oltre tremila canne, è uno dei più grandi della regione.